# Carey (nome)
Carey  è un nome proprio di persona inglese maschile e femminile.

## Origine e diffusione
Il nome deriva dal cognome irlandese Ó Ciardha, che significa "discendente di Ciardha" (prenome gaelico derivato dal termine ciar, che significa "scuro", "nero").

## Onomastico
Inome è adespota. Le persone che portano questo nome possono quindi festeggiare il proprio onomastico il 1º novembre, giorno dedicato alla festa di Ognissanti.

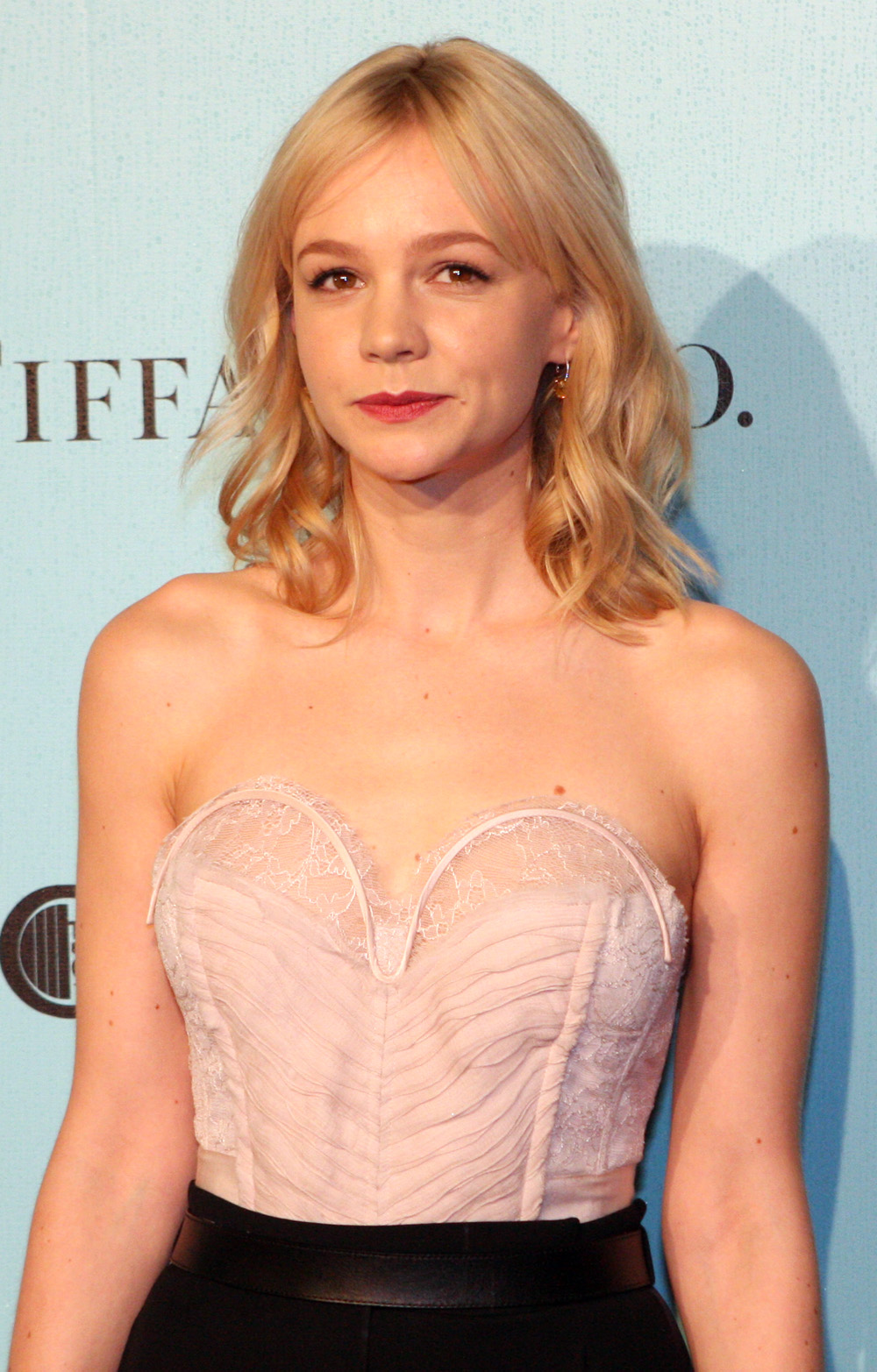
Carey Mulligan

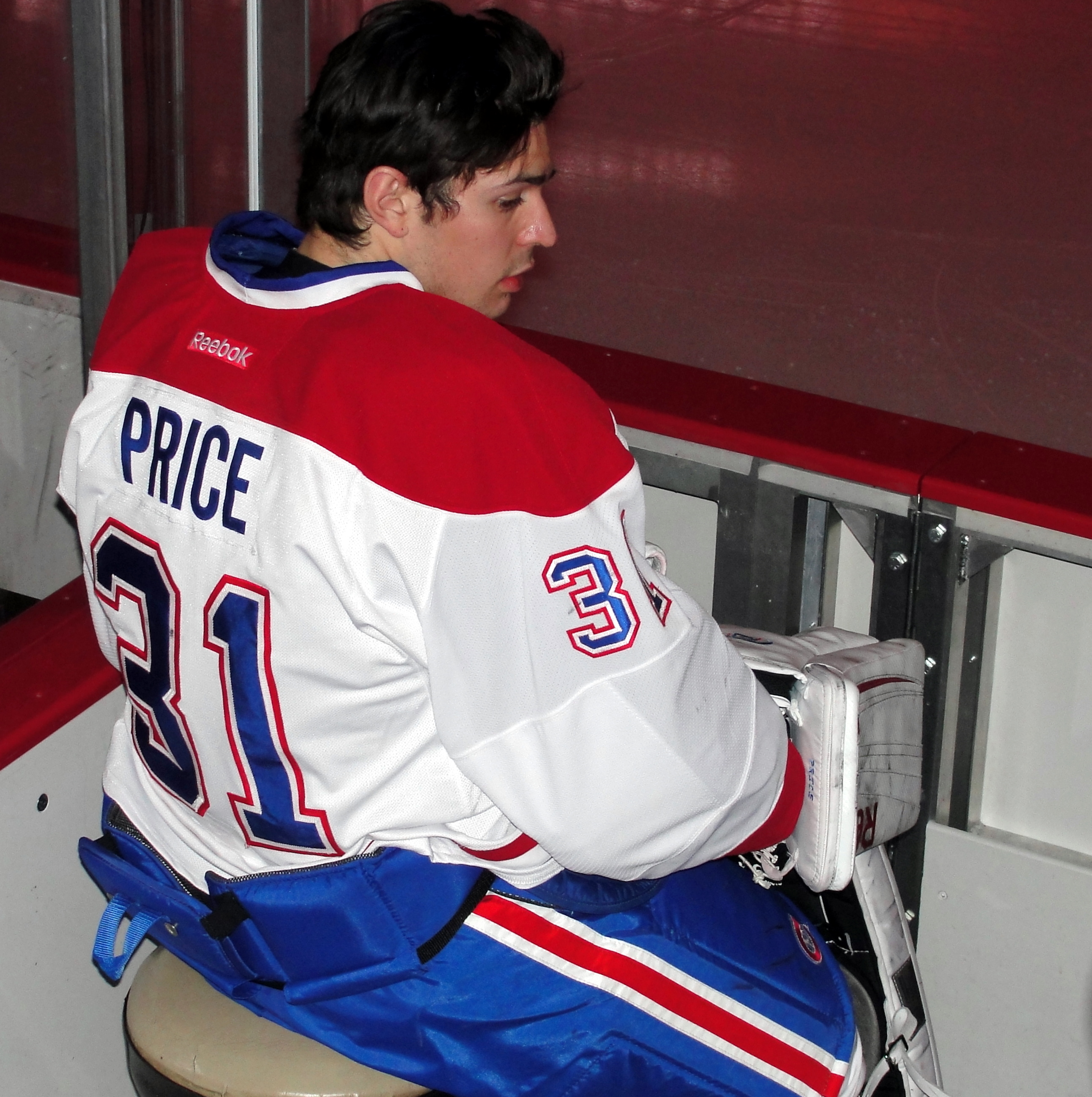
Carey Price

## Persone

### Maschile
- Carey Hart, pilota motociclistico statunitense
- Carey Loftin, attore e stuntman statunitense
- Carey Means, doppiatore e attore statunitense
- Carey Price, hockeista su ghiaccio canadese
- Carey Scurry, cestista statunitense
- Carey Talley, calciatore statunitense
- Carey Wilson, doppiatore, sceneggiatore, produttore cinematografico e narratore statunitense

### Femminile
- Carey Fraser, nobildonna inglese
- Carey Lowell, attrice statunitense
- Carey Mulligan, attrice britannica

## Il nome nelle arti
- Carey è un cortometraggio del 2018, diretto da Kotryna Sniukaite e con protagonista l'attrice Sally Davey nel ruolo di Carey[4]